# 勝利八幡神社
勝利八幡神社（しょうりはちまんじんじゃ）は東京都世田谷区桜上水にある神社である。旧上北沢村の鎮守。
正式名称は八幡神社であるが、通称の勝利八幡神社の名で知られる。そのため、スポーツ関係者の参拝が多い。

## 祭神
誉田別命（応神天皇）
相殿に宇迦之御魂神（稲荷大神）を祀る。

## 社名
日露戦争へ出征した氏子が無事帰ったことから、勝利八幡神社と呼ばれるようになった。

## 歴史
- 1026年（万寿3年）、石清水八幡宮を勧請し創建された[2]。
- 1907年（明治40年）上北沢四丁目にあった山谷稲荷神社を合祀した。

## 社殿・境内

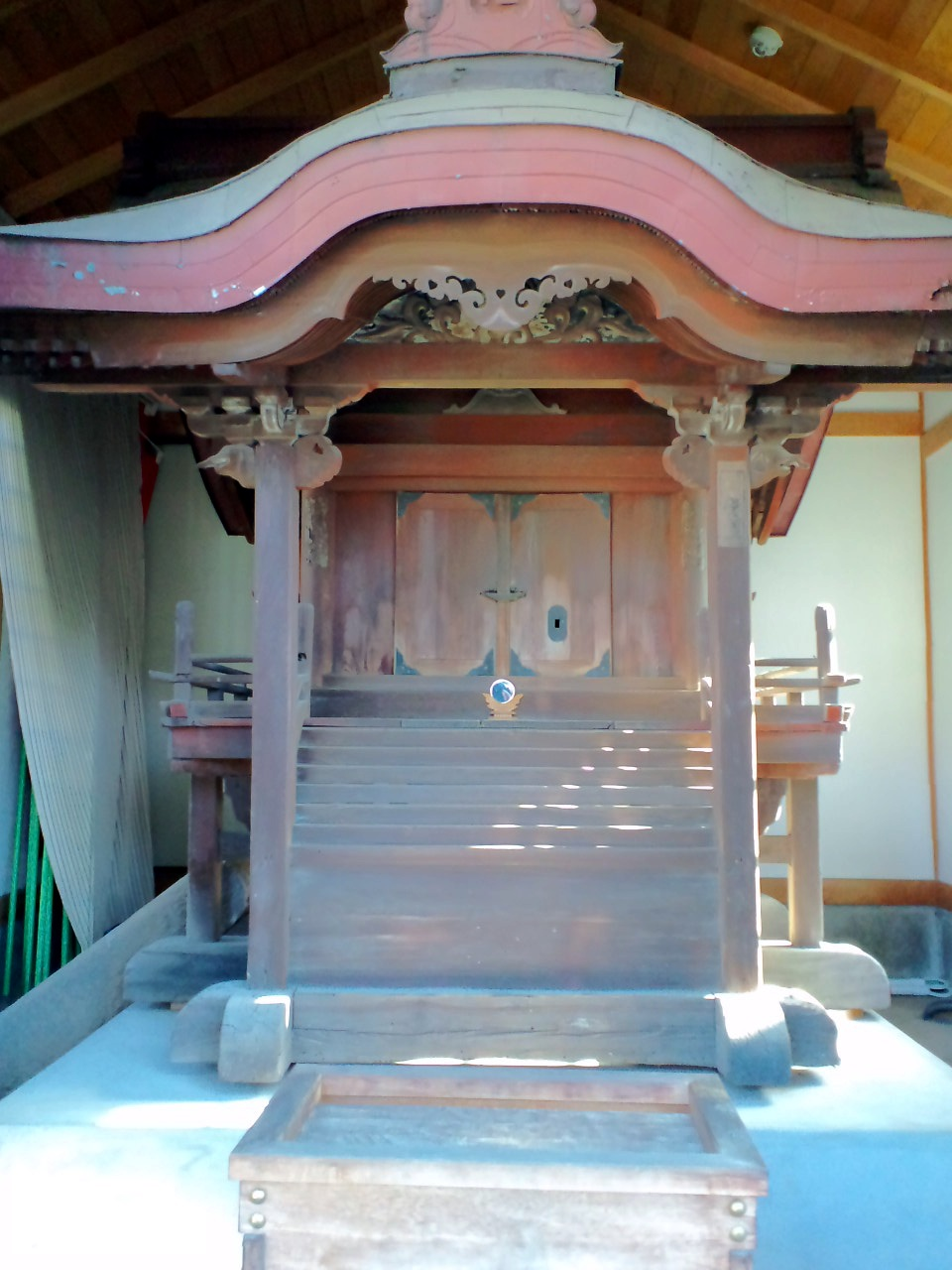
旧社殿

- 旧社殿：1788年（天明8年）再建。唐破風付の一間社で杮葺。世田谷区最古の神社建築で、世田谷区有形文化財[2]に指定。
- 新本殿：1968年（昭和43年）建立。
- 境内社
  - 天祖神社 - 1614年（慶長19年）勧請し創建。祭神は天照大神。相殿に、多賀神社、大鳥神社、熊野神社、氷川神社、秋葉神社を祀る。
  - 稲荷神社 - 祭神は豊受大神。社殿は1860年（安政7年）建立。

## 例祭
体育の日

## 文化財
桜上水・八幡神社旧本殿世田谷区指定有形文化財（建造物）平成4年12月25日指定

## 所在地・交通
東京都世田谷区桜上水3-21-6
- 京王線桜上水駅下車徒歩8分[2]